# Nabonggal (Dolok)
Nabonggal is een bestuurslaag in het regentschap Padang Lawas Utara van de provincie Noord-Sumatra, Indonesië. Nabonggal telt 264 inwoners (volkstelling 2010).